# مجید کیانپور
مجید کیان پور نمایندهٔ مستقل دورهٔ دهم از حوزه انتخابیه دورود و ازنا در استان لرستان است. وی با ۸۹٬۲۴۴ رای معادل ۵۱٫۰۴٪ درصد آرا در دور دوم به مجلس راه پیدا کرد.
مجید کیانپور در سال ۱۳۹۹ با حکم محمد اسلامی وزیر اسبق وزارت راه و شهرسازی به عنوان مدیرعامل شرکت آزمایشگاه فنی و مکانیک خاک منصوب شدو در دولت سیزدهم توسط مهرداد بذرپاش در این مسئولیت ابقا شد و هم اکنون نیز وی مدیرعامل شرکت آزمایشگاه فنی و مکانیک خاک وزارت راه و شهرسازی و عضو شورای معاونان وزارت راه و شهرسازی میباشد.
سوابق اجرایی مجید کیانپور:
شهردار دورود
معاون وزیر راه و شهرسازی
نماینده دوره دهم مجلس شورای اسلامی و نائب رئیس کمیسیون عمران
معاون هماهنگی امورعمرانی استانداری لرستان
نایب رئیس هیات مدیره شرکت ملی مسکن و صنایع ساختمانی ایران(بانک ملی)
عضو هیات رئیسه فدراسیون دوچرخه سواری کشور
معاون وزیر راه و شهرسازی و مدیرعامل شرکت مادر تخصصی عمران و بهسازی شهری ایران
رئیس سازمان مسکن و شهرسازی استان تهران
رئیس سازمان مسکن و شهرسازی استان مرکزی
معاون مدیرکل دفتر بازرسی و شکایات سازمان 
شهرداری ها و دهیاری های کشور